# Velký bratr
Velký bratr je fiktivní postava absolutistického vůdce státu Oceánie z antiutopického románu 1984 od George Orwella. Toto označení se dnes používá jako obecné označení pro vládní sledování, odposlechy a podobná narušení soukromí.

## Velký bratr v románu1984
V románu 1984 je „Velký bratr“ diktátorem ve zcela důsledně totalitním státě. V Orwellem popsané společnosti je každý její člen pod každodenním dokonalým dohledem úřadů. Občané jsou na tuto skutečnost neustále upozorňováni frází „Velký bratr tě sleduje“, která je na každém plakátu s obrazem Velkého bratra. Popis fyzické podoby Velkého bratra, jehož obrazy jsou v rámci kultu jeho osobnosti vyvěšeny prakticky všude, připomíná Stalina či Horatio Kitchenera (černý knír, tmavé oči). Je to jeden z těch obrazů, které jsou udělány tak důmyslně, že vás oči sledují, kam se hnete. Z románu není zřejmé, zda je osoba Velkého bratra skutečná, nebo se jedná pouze o fiktivní postavu vytvořenou státem. Podle oficiální propagandy je Velký bratr skutečný člověk, jeden ze zakladatelů Strany. Jeho skutečné jméno však v knize není nikde zmíněno, a není ani uvedeno, zda je vůbec veřejně známé. V knize je však také řečeno, že Velký bratr nikdy nezemře, proto nejspíš Velký bratr pouze symbolizuje nejvyšší správu Strany.
Velký bratr sledoval jednotlivé členy společnosti pomocí Ideopolicie, armády donašečů a technického zařízení v podobě obrazovky, která nejen vysílala, ale i přijímala. Zachycení zvuku se dalo oklamat jen sotva slyšitelným šepotem, zachycení obrazu unikl jen člověk mimo zorné pole či potmě.

## Přenesené významy
Podle této postavy se v přeneseném významu jako „velký bratr“ pejorativně označují různé (obvykle státní) instituce či jednotlivci, kteří nějakým způsobem zasahují do soukromí. (Někdy se také objevují variace tohoto označení, např. velká máma označující cenzory diskusních fór v Číně.)
V tomto smyslu byl prostřednictvím Google bomby za „Velkého bratra“ označen v říjnu 2004 Stanislav Gross, který v té době čelil kritice nadměrného užívání odposlechů státními orgány.
Rozsáhlé kritice v souvislosti se zneužíváním odposlechů čelí i prezident George W. Bush[zdroj?]. Spojené státy americké disponují řadou špionážních družic a systémem Echelon, který odposlouchává klíčové uzly internetu, a také programy PRISM nebo Tempora  (používaný britskou zpravodajskou službou Government Communications Headquarters). Národní bezpečnostní agentura (NSA) odposlouchávala i německou kancléřku Angelu Merkelovou. To vyšlo najevo po vyzrazení tajných informací Edwardem Snowdenem. Poté tento bývalý pracovník CIA obdržel ruské občanství z rukou Vladimíra Putina. Plynové krize 2009 a 2022 svědčí o legitimitě těchto odposlechů; americké služby byly informovány o vytváření energetické závislosti Evropy na  Ruské federaci.
Totalitní společnosti vytvářejí společenskou atmosféru „Velký bratr tě sleduje“ s vědomím, že v této atmosféře budou sami členové společnosti cenzurovat své postoje a vyjádření. I chudé autoritářské režimy dnes nespoléhají na metody Felixe Edmundoviče Dzeržinského. Archivy s kartotékami spisů a armády donašečů jsou doplňovány informačními technologiemi. Technologie provádějí sběr dat ve všech oblastech lidské činnosti (domácnosti, úřady, podniky). Data z terminálů platebních karet, z mobilních sítí, pevných sítí a kamer uchovávají, ale také s nimi pracují online. Data jsou zpracovávána sofistikovanými algoritmy. Jde např. o rozpoznávání obličejů nebo o použití forenzní lingvistiky při analýze písemných nebo ústních zdrojů. Velký bratr tak ví o člověku vše: kde je, co dělá i co si myslí.

### Big Brother Awards
Organizace Privacy International a obdobná sdružení na národní úrovni se snaží o monitorování zásahů do soukromí a udělují Ceny pro Velkého bratra (Big Brother Awards) státním institucím, soukromým společnostem a jiným osobám, které se „vyznamenaly porušením našeho soukromí“. Soutěž alespoň jednou proběhla ve více než dvaceti zemích, poprvé se konala ve Spojeném království v roce 1998, v Česku je pořádána každoročně od roku 2005.

### Reality show
Jméno postavy bylo také použito jako název televizní reality show Big Brother, ve které jsou účastníci na omezeném prostoru nepřetržitě sledováni kamerami a diváci mají možnost hlasovat, kdo ze soutěže musí odejít. Použití tohoto názvu v souvislosti s veřejným špehováním je však některými lidmi považováno za nevhodné.